# Scania G-Серії
Scania G-Серії (англ. Scania G-Series) — це вантажні автомобілі, що виробляються компанією Scania з 2005 року.

## Перше покоління

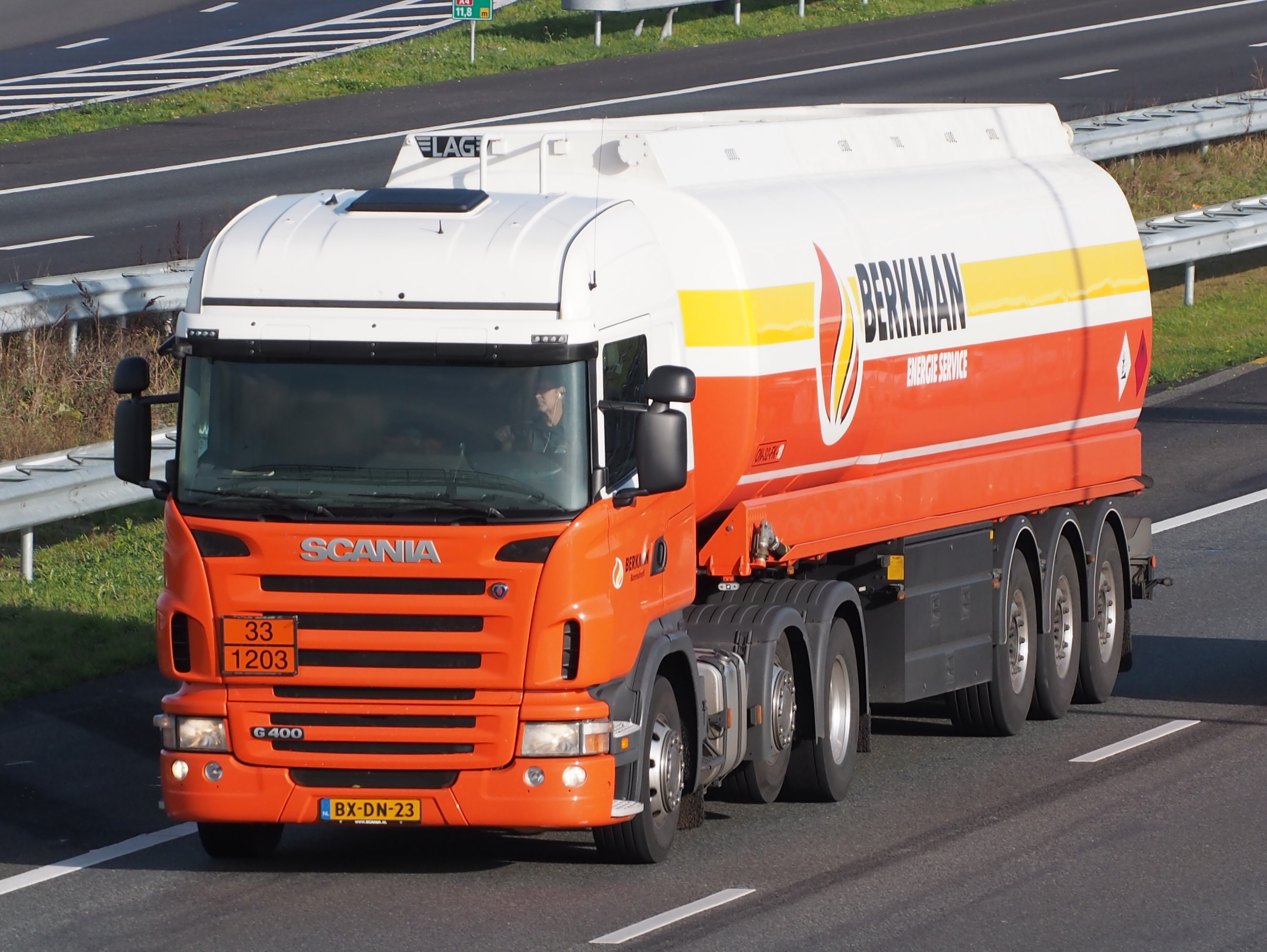
Сідловий тягач Scania G400 (2005-2010)

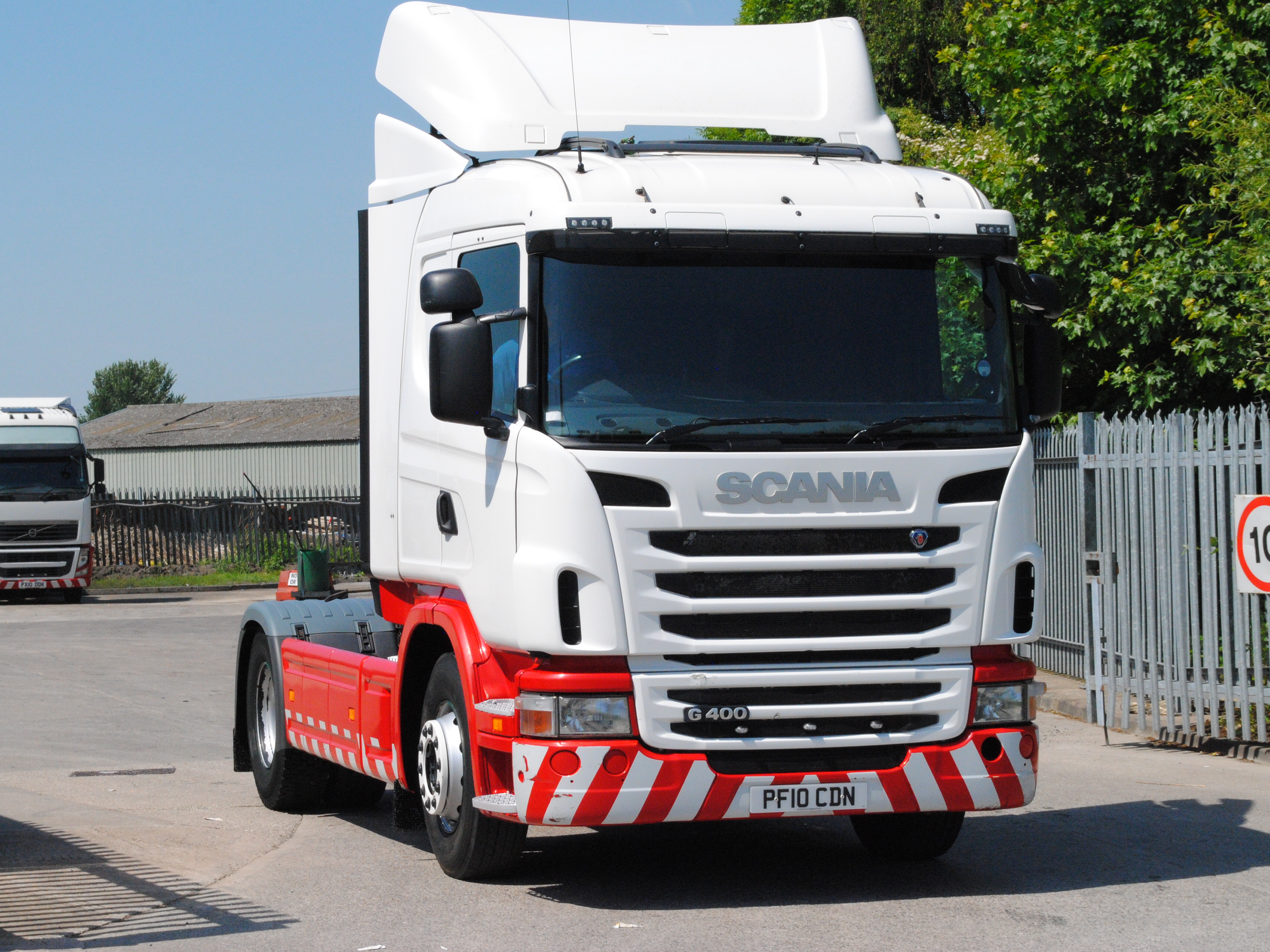
Сідловий тягач Scania G400 (2010-2013)

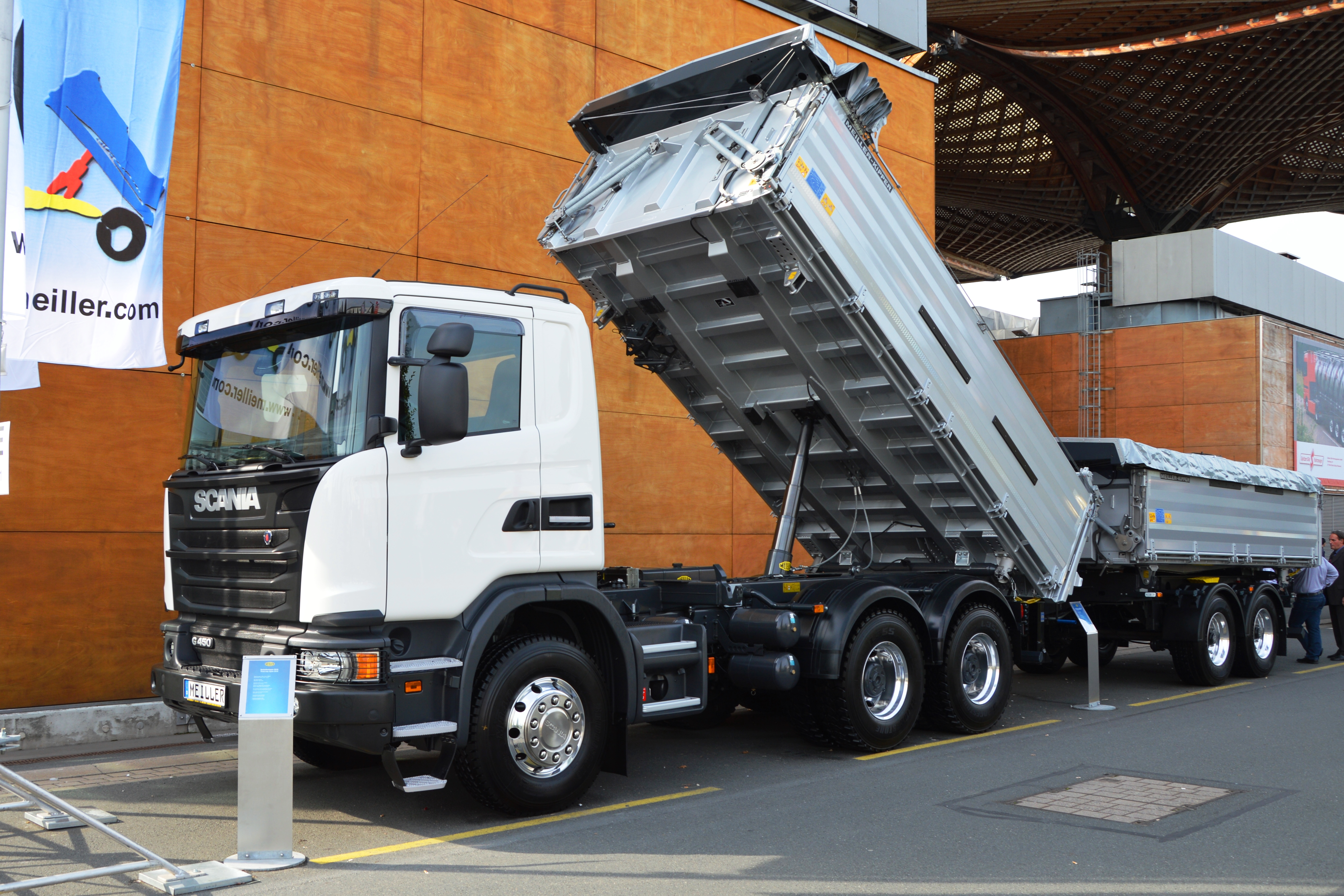
Самоскид Scania G450 (з 2013)

Вантажівки Scania G-серії можуть бути оснащені п'ятьма варіантами кабін: три спальні кабіни, денна кабіна та коротка кабіна. Вони знаходяться на рівень вище за вантажівки P-серії у відношенні внутрішнього простору та сумісності двигуна. Це означає не тільки додаткове місце для вантажу та кращий комфорт. Це також дозволяє водіям обрати рядний двигун 8,9 л (230-310 к.с.), 9,3 л (230 к.с.), 11,7 л (340-480 к.с.) і 12,7 л (360-480 к.с.).
Численні комбінації шасі, двигуна і кабіни надають можливість подальшого вибору: починаючи з опцій коробок передач і міцності каркаса – до висоти шасі й системи підвіски.
В 2010 році модель оновили, була змінена решітка радіатора і оснащення.
В 2013 році модель модернізували вдруге, змінивши фари і оснащення.

## Друге покоління

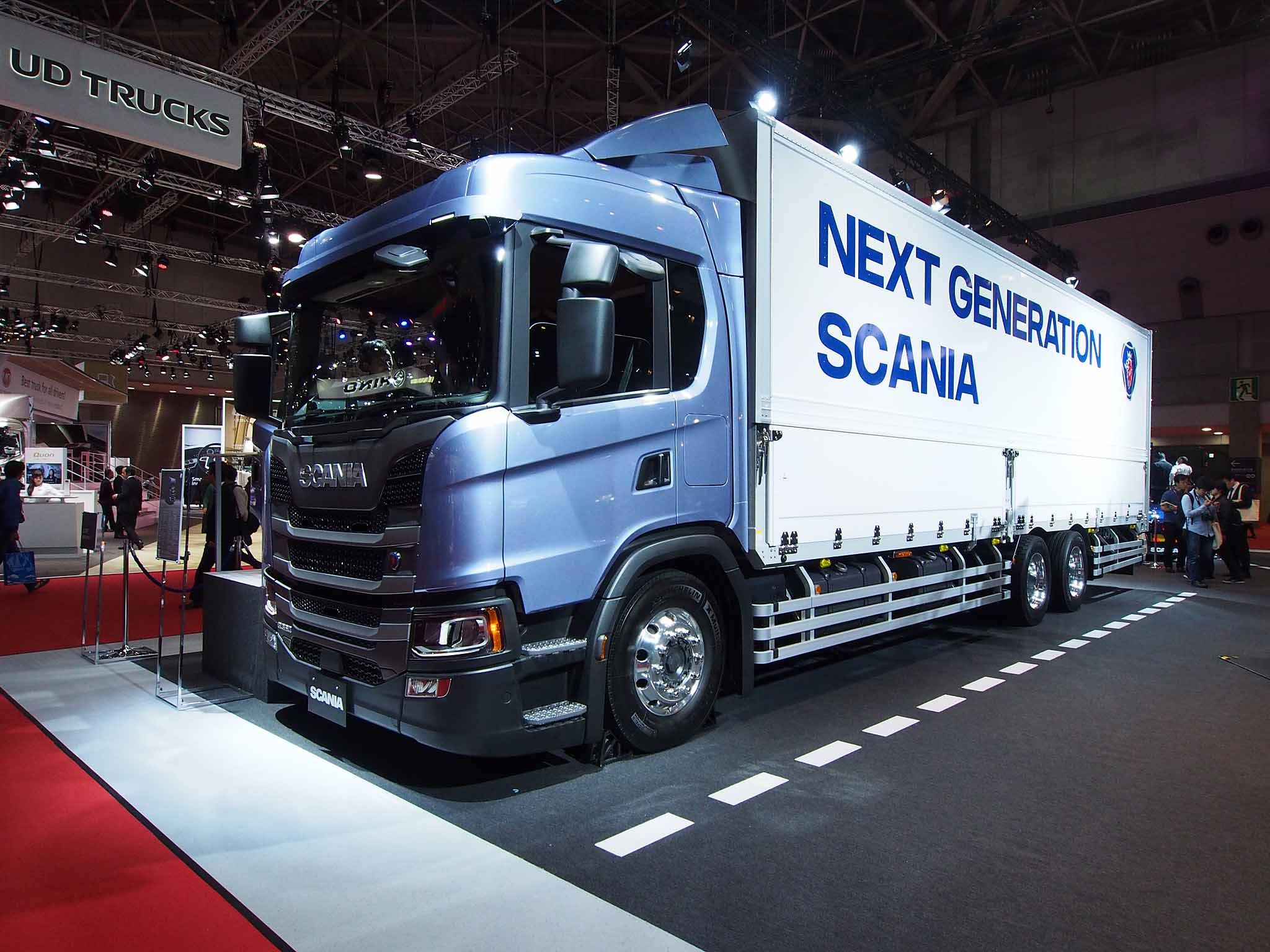
Scania G360 Wing Van

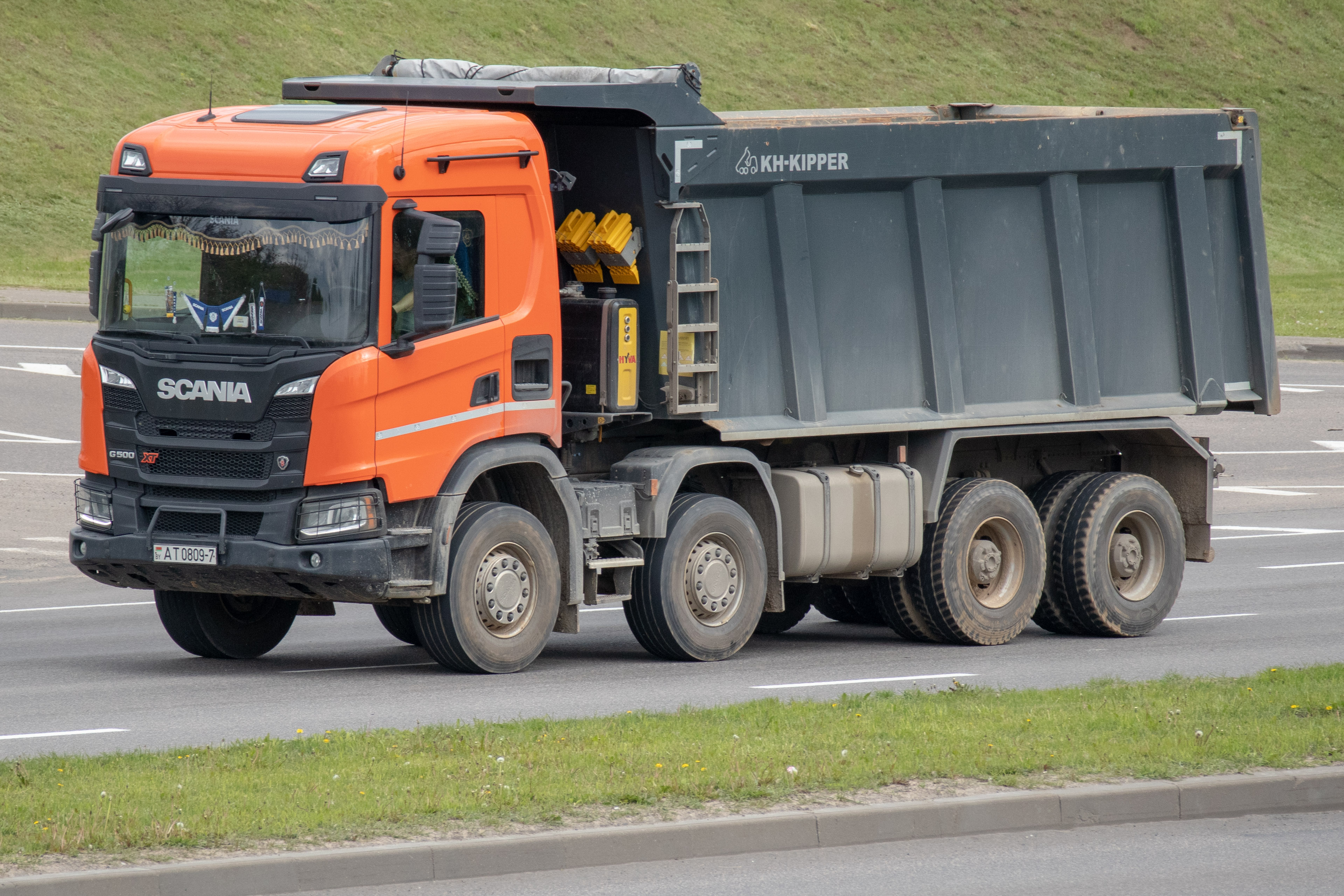
Scania G500

У червні 2017 року на представлене нове покоління Scania G-Серії. Ця кабіна зі спальним відсіком доступна в трьох версіях: з низькою, середньою і високою дахом. Денну коротку кабіну покажуть трохи пізніше. На передній панелі додали кріплення для I-Pad або будь-якого іншого планшета. А система Scania Night Lock убезпечить водія під час нічних стоянок. У порівнянні з попереднім поколінням, відстань від підлоги до стелі підвищився на 10 см, а у версії Higline - на 16 см.
В вересні 2017 року представлена модифікація Scania G XT з для роботи на будівництві.